# Gregory F. Lawler
Gregory Francis Lawler, né le 14 juillet 1955 à Alexandria (Virginie), est un mathématicien américain qui travaille en théorie des probabilités.

## Carrière
Lawler a fait des études supérieures à l'université de Virginie (avec un bachelor en 1976) et à l'université de Princeton, où il soutient en 1979 une thèse de Ph. D. sous la direction d'Edward Nelson avec pour titre « A self avoiding random walk ». À partir de 1979, il travaille à l'université Duke (à la fin comme professeur) et, à partir de 2001, à l'université Cornell. Depuis 2006, il est professeur à l'université de Chicago. Lawler a été professeur invité et chercheur invité notamment au Courant Institute of Mathematical Sciences de l’université de New York, à l'Université de la Colombie-Britannique, à l'université de Cambridge et dans plusieurs universités françaises.

## Travaux
Lawler travaille sur la structure fine des mouvements aléatoires et mouvements browniens, en particulier dans le cas bidimensionnel et dans des processus à interactions fortes, comme ils se rencontrent en physique statistique. Il est connu pour ses travaux sur l'évolution de Schramm-Loewner (en) (nommée ainsi d'après Oded Schramm et Charles Loewner). 
Pour ces travaux, il obtient en 2006, avec Wendelin Werner et Oded Schramm, le prix George Pólya. Il est fellow de l'Institut de statistique mathématique (1991) et de l'Académie américaine des arts et des sciences (2005). En 1986, il était Sloan Fellow. Il était en 2002 un conférencier invité au congrès international des mathématiciens à Pékin (Conformal Invariance, Universality and the Dimension of the Brownian Frontier). Il est orateur plénier au congrès international des mathématiciens de 2018 à Rio de Janeiro. Il est fellow de l'American Mathematical Society. 
Lawler est fondateur et éditeur-en-chef de la revue scientifique Electronic Journal of Probability ; il est membre du comité de rédaction de Annals of Probability et du Journal of the American Mathematical Society.

## Livres
- [Lawler 2006] (en) Gregory F. Lawler, Introduction to stochastic processes, Boca Raton, Chapman & Hall/CRC, 2006, 2e éd., 248 p. (ISBN 978-1-58488-651-8, lire en ligne).
- [Lawler 2005] (en) Gregory F. Lawler, Conformally Invariant Processes in the Plane, AMS, coll. « Mathematical Surveys and Monographs » (no 114), 2005, xi+242 (ISBN 978-0-8218-3677-4, présentation en ligne).
- [Lawler Coyle 1999] (en) Gregory F. Lawler et Lester N. Coyle, Lectures on Contemporary Probability, Rhode Island, AMS, 1999, 110 p. (ISBN 978-0-8218-2029-2, lire en ligne).
- [Lawler 2010] (en) Gregory F. Lawler, Random Walk and the Heat Equation, Providence, R.I., AMS, coll. « Student Mathematical Library », 2010 (réédition), 156 p. (ISBN 978-0-8218-4829-6, lire en ligne).
- [Lawler 1996] (en) Gregory F. Lawler, Intersections of Random Walks, Boston, Birkhäuser, coll. « Probability and its Applications », 1996, 223 p. (ISBN 978-0-8176-3892-4).
- [Lawler Limic 2010] (en) Gregory F. Lawler et Vlada Limic, Random Walk : A Modern Introduction, Cambridge New York, Cambridge Unversity Press, coll. « Cambridge Studies in Advanced Mathematics » (no 123), 2010, 376 p. (ISBN 978-0-521-51918-2, présentation en ligne).